# Conflicto del pueblo karén

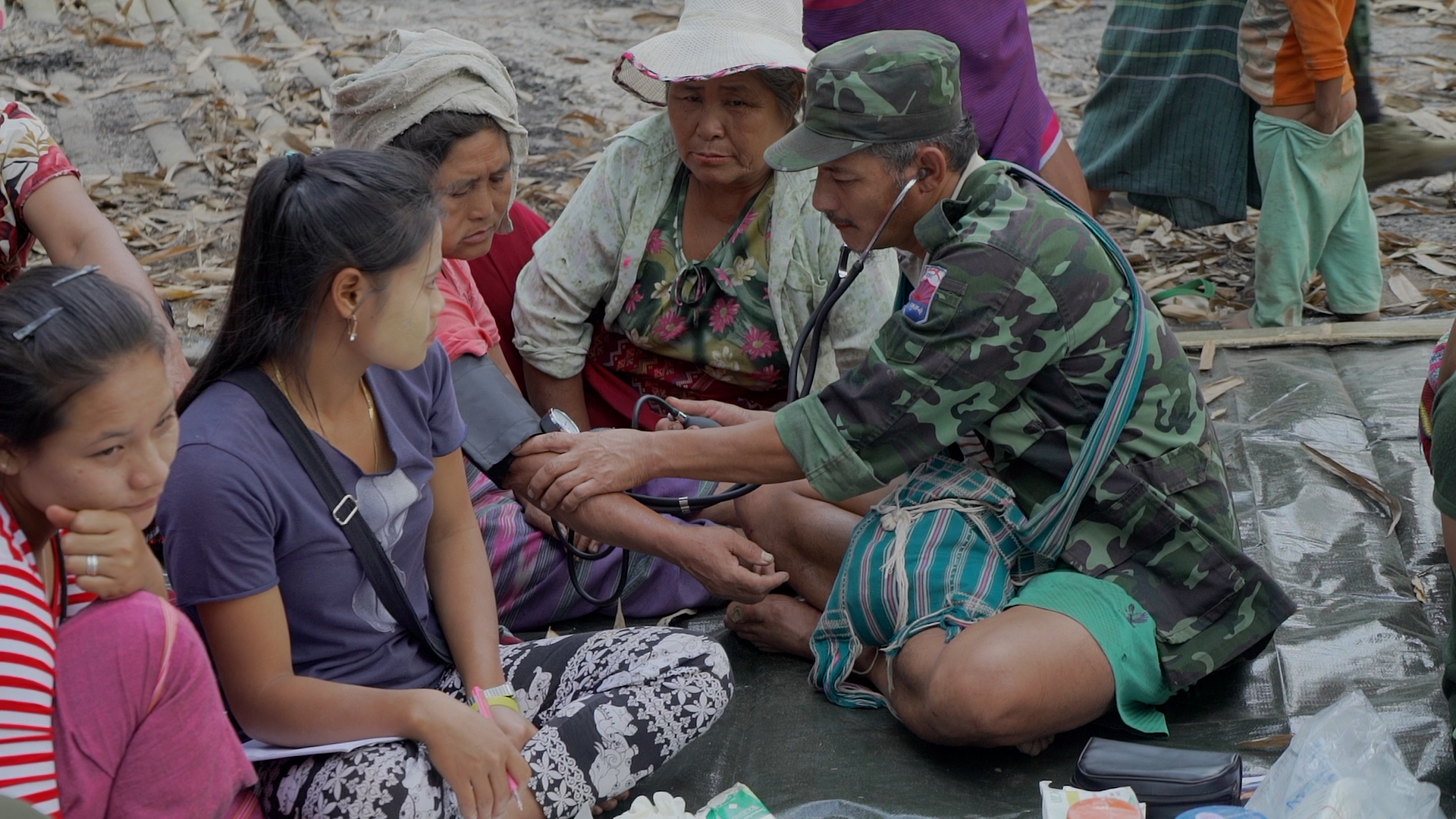
El médico del KNLA Saw Shwe Maung trata a civiles desplazados en el estado de Kayin.

El conflicto del pueblo karén es un conflicto armado en el estado de Kayin en Birmania (antiguamente conocido como estado Karen, Burma). El conflicto ha sido descrito como la más larga de las guerras civiles en el mundo.
Los nacionalistas del pueblo karén han estado peleando por la formación de un estado independiente apodado como Kawthoolei desde 1949. En los 70 años de conflicto han existido diferentes combatientes, persistiendo el Ejército de Liberación Nacional Karen (KNLA) y la Unión Nacional Karen (KNU) como los grupos más influyentes, además del Tatmadaw, ejército militar de Birmania. Cientos de miles de civiles han sido desplazados durante el transcurso del conflicto, estimándose un total de 200.000 personas quienes han tenido que migrar a Tailandia, permaneciendo aún en campamentos de refugiados.

## Historia
Tras la independencia de Birmania en 1948, el pueblo karen del oriente birmano, agrupados en la KNLA realizó un levantamiento en búsqueda de la secesión y  creación de un estado autónomo, llamado Kawthoolei. La situación empeoró cuando el budismo fue la religión oficial y los derechos de las minorías rohingyas (musulmanes), karen, chin y kachin (cristianos) quedaron sólo como nominales, aumentando el apoyo a grupos separatistas.

### Actualidad
Los Karen se dividieron en muchas unidades armadas diferentes después de la década de 1990. La Unión Nacional Karen (KNU) se debilitó mucho después de esta década. En 2004, se llevaron a cabo nuevamente conversaciones de alto el fuego entre el general Bo Mya y el general birmano Khin Nyunt. Desafortunadamente, Khin Nyunt fue expulsado del gobierno. En 2005 se celebraron dos conversaciones de paz más, pero quedó claro que el nuevo gobierno liderado por Than Shwe no estaba interesado en establecer un alto el fuego. En 2006, murió el lídera más veterano de la Segunda Guerra Mundial, el general Bo Mya.
El antiguo secretario general de la KNU, Padoh Mahn Sha Lah Phan, asumió el cargo de Bo Mya. Padoh Mahn Sha fue importante para las relaciones políticas y la reorganización de la KNU. El 14 de febrero de 2008 fue asesinado. En 2007, el general de división Htin Maung partió con una parte considerable de la Séptima Brigada del KNLA. Este grupo ahora se hace llamar Consejo de Paz KNU-KNLA, esto generó aún más la fuerza y la influencia de la KNU.
El 20 de marzo de 2010, 2 personas murieron y 11 resultaron heridas en una explosión en un autobús en el estado de Karen
En noviembre de 2010, las zonas fronterizas entre Birmania y Tailandia experimentaron un recrudecimiento de los combates tras las elecciones de noviembre de 2010. Veinte mil personas huyeron por la frontera hacia Tailandia en noviembre de 2010. Por primera vez en quince años, la KNU y la DKBA se unieron para luchar contra la Tatmadaw. Para principios de 2011, la KNU es solo una de las siete facciones armadas karen activas en la lucha. La KNU apenas tiene territorio dentro de Birmania y el futuro de la organización y la lucha de Karen por la independencia resultaba incierto. Se alcanzó un alto el fuego inicial el 12 de enero de 2012 en Hpa-an y la lucha se detuvo en casi todo el estado de Karen.
La KNU firmó el Acuerdo Nacional de Cesación del Fuego (NCA) con el gobierno de Birmania el 15 de octubre de 2015, junto con otros siete grupos insurgentes. Sin embargo, en marzo de 2018, el gobierno de Myanmar violó el acuerdo al enviar 400 soldados del Tatmadaw al territorio controlado por la KNU para construir una carretera que conecta dos bases militares. Se produjeron enfrentamientos armados entre la KNU y el ejército de Birmania en la zona de Ler Mu Plaw del distrito de Hpapun, lo que provocó el desplazamiento de 2.000 personas. El 17 de mayo de 2018, el Tatmadaw acordó "posponer temporalmente" su proyecto vial y retirar las tropas de la zona.
La KNU reanudó su lucha contra el gobierno de Birmania tras el golpe militar de 2021. El 27 de abril de 2021, los insurgentes de KNU capturaron un campamento del ejército en la orilla occidental del río Salween, que forma la frontera con Tailandia. Posteriormente, el Tatmadaw tomó represalias con ataques aéreos contra las posiciones de la KNU. No hubo bajas reportadas por ninguno de los bandos.

## Conflicto del pueblo Karen en la cultura popular
La película de 2008, John Rambo, cuarta entrega de la saga de Rambo, toca el tema con una batalla final entre el pueblo Karen y el Tatmadaw (Fuerzas Armadas de Birmania), terminando con la derrota de este último.